# Marek Jędraszewski
Marek Jędraszewski, né le 24 février 1949 à Poznań, est un prélat catholique polonais. Élevé à la dignité épiscopale en 1997 par le pape Jean-Paul II, il est successivement évêque auxiliaire de Poznań, archevêque métropolitain de Łódź. et archevêque métropolitain de Cracovie depuis le 28 janvier 2017.

## Biographie
Il est connu pour ses positions conservatrices.
Il défend en 2023 Jean-Paul II, soupçonné d'avoir couvert des prêtres pédophiles au sein de l’Église polonaise. Il affirme que ces révélations constituent « un deuxième attentat » contre l'ancien pape : « Il est encore un ennemi pour de nombreuses forces au sein de la Pologne (…) tels les tenants de l’idéologie de genre, de l’avortement et de l’euthanasie »,,,,